# Call My Name
Call My Name (Ruf meinen Namen) ist ein Lied des deutschen Produzenten und Komponisten Dieter Bohlen. Der Song war der Siegertitel der achten Staffel von Deutschland sucht den Superstar, die Pietro Lombardi gewann. Er wurde am 10. Mai 2011 als erste Singleauskopplung aus dem üblicherweise nach Ende einer DSDS-Staffel produzierten Studioalbum des Gewinners veröffentlicht, im Fall Lombardis Jackpot. Dabei wurden zwei Versionen des Titels digital veröffentlicht, eine von Pietro Lombardi und eine von der Zweitplatzierten Sarah Engels. Wenige Tage nach der Veröffentlichung des Liedes erhielt Lombardi eine Goldene Schallplatte für Call My Name für 150.000 verkaufte Downloads.
Noch während der Finalshow tauchten die ersten Plagiatsvorwürfe auf, da der Titel nach Angaben des Musikwissenschaftlers Klaus Frieler in der Boulevardzeitung B.Z. Ähnlichkeiten mit dem Song Marchin’ On von OneRepublic aufweist. Universal Music wollte sich trotz Anfrage nicht dazu äußern.
Von den öffentlich-rechtlichen Rundfunksendern wurde das Lied trotz des Charterfolges nach Meinung der BILD-Redaktion zu wenig gespielt. Am 18. Mai 2011 startete BILD daher die Kampagne ARD boykottiert Bohlens Superstars! und forderte die Leser auf, sich bei der ARD zu beschweren.
Das Musikvideo zeigt Lombardi auf einem Flugplatz. Er trägt verschiedene Anzüge mit dazu passenden Kappen, die als sein Markenzeichen gelten. In der letzten Szene sieht man mehrere Flugzeuge bei Nacht, die von Scheinwerfern beleuchtet werden.

## Chartplatzierungen

### Version von Pietro Lombardi
| ChartsChartplatzierungen | Höchstplatzierung | Wochen |
| ------------------------ | ----------------- | ------ |
| Deutschland (GfK)        | 1 (16 Wo.)        | 16     |
| Österreich (Ö3)          | 1 (13 Wo.)        | 13     |
| Schweiz (IFPI)           | 1 (9 Wo.)         | 9      |

### Version von Sarah Engels
| ChartsChartplatzierungen | Höchstplatzierung | Wochen |
| ------------------------ | ----------------- | ------ |
| Deutschland (GfK)        | 2 (8 Wo.)         | 8      |
| Österreich (Ö3)          | 2 (5 Wo.)         | 5      |
| Schweiz (IFPI)           | 2 (4 Wo.)         | 4      |

## Coverversionen
- 2011: Andrea Berg: die deutsche Schlagersängerin nahm das Lied in der deutschsprachigen Version Das kann kein Zufall sein für ihr 13. Studioalbum Abenteuer auf.[8]